# Szentes–csongrádi közúti Tisza-híd
A Szentes és Csongrád közötti közúti Tisza-híd a  451-es számú, Kiskunfélegyháza–Szentes főúton található. A két város között már régóta üzemelt folyami átkelés, itt állt a középkorban Bőd falu, melynek átkelője (a Bődi rév) fontos folyami átkelőhely volt az évszázadok során. Az első állandó közúti híd 1903-ban épült meg a két város között, ami 1906-tól az Orosháza–Szentes–Csongrádi HÉV megépültével közúti-vasúti híddá vált.
A jelenlegi közúti hidat 1981. november 5-én adták át. Tervezője Németh Kálmán volt, a kivitelezője a Hídépítő Vállalat. Építésekor az első feszített vasbeton Tisza-híd volt Magyarországon, a háromnyílású mederhíd középső nyílása építésekor a legnagyobb volt a vasbeton hidak között (90 méter). Megépítésével tehermentesítették az addigra leromlott állapotú vasúti hidat, ma az átmenő forgalom nagy része ezen a hídon keresztül zajlik. Tervezik egy külön sáv kialakítását rajta a Csongrádot Szentessel összekötő kerékpárút számára.

## Lásd még
- Szentes–csongrádi vasúti Tisza-híd

## Külső hivatkozások
- A Wikimédia Commons tartalmaz Szentes–csongrádi közúti Tisza-híd témájú kategóriát.